# GA文庫
GA文庫（ジーエーぶんこ）は、SBクリエイティブが刊行するライトノベル系の文庫レーベル。2006年1月14日創刊。

## 概要
創刊当初は編集部において作品投稿の受け付けのみを行っていたが2008年2月、公募新人賞としてGA文庫大賞およびGA文庫テーマ大賞を創設。同年8月よりムック『GAマガジン』を発刊している。
主に少年少女向けの作品を取り扱っており、幅広い層にも人気が高く、近年ではメディアミックスの展開も続々と進行している。レーベル名の「GA」が何の略であるか公式の説明は無い。
収録作品はオリジナル作品の他「戦塵外史」シリーズ（初出：角川スニーカー文庫および角川ノベルズ）や「デモンズサモナー」（初出：サークル文庫）、「ここは魔法少年育成センター」（初出：スクウェア・エニックス/EXノベルズ）等の過去に他社から刊行された作品の再録や「ナハトイェーガー」「ジョン平とぼくと」「迷宮街クロニクル」等の創刊当時としては珍しいオンライン小説として発表された作品が比較的多い。他のレーベルに多く見られる漫画やアニメ・コンピュータゲームの小説化作品は創刊から1年ほど主力タイトルである「神曲奏界ポリフォニカ」を除き存在しなかったが、2007年に「アルトネリコ」が刊行されて以降、「ブラックマジック」や「マップス」など漫画原作のシェアード・ワールド作品も刊行、2008年刊の「神曲奏界ポリフォニカRPG」でテーブルトークRPG関連にも対象ジャンルを拡大している。
かつてソフトバンククリエイティブが発売していた漫画単行本レーベル・フレックスコミックスと双方の折り込みチラシへ広告を相互出稿している他、ウェブコミック誌『FlexComixブラッド』および『FlexComixネクスト』で「神曲奏界ポリフォニカ」「メイド刑事」「おと×まほ」等の漫画化作品が連載されていたが、2011年にフレックスコミックスがソフトバンク傘下を離脱した前後からはスクウェア・エニックス（スクエニ）の雑誌に漫画化作品が掲載されることが多くなった。次第にガンガンONLINEとGA文庫との交流が深まり、契約コラボレーションする形で「ガンガンGA」という特設サイトも設けられている。故に小説、漫画、映像、ゲーム、商品化などで両社の利益向上の糧となっている。また、文庫オリジナル作品のテレビアニメ化が発表された前後からはライトノベル市場で競合関係にあるKADOKAWA（角川書店・富士見書房）や集英社の雑誌でも漫画化作品が連載されている。『GA文庫マガジン』に連載された作品に限り、自社販売となっていた。自社の前述の媒体は休刊となったが、いまでは国内主要電子書店およびコミックアプリにてウェブコミックの新レーベル『GAコミック』としてライトノベルの人気作をコミカライズした作品の配信を行っている。
アニメ化作品は長らくゲーム原作（但し、メディアミックスの中心は小説に移った状態で、OPのクレジットにもGA文庫が原作として反映）の「神曲奏界ポリフォニカ」のみであったが、2012年から文庫オリジナル作品から「這いよれ! ニャル子さん」シリーズ、「織田信奈の野望」「俺の彼女と幼なじみが修羅場すぎる」などが相次いでアニメ化された。この他、実写では「メイド刑事」がドラマ化、「ライトノベルの楽しい書き方」が映画化されている。
GA文庫編集部が製作を担当している画集・設定資料集・ファンブック等や、『ザナドゥ コンプリートコレクション』など一部のゲーム復刻版も、サイズは文庫判ではないものの「GA文庫」レーベルで刊行されている。
サブレーベルの『GAノベル』が2016年に創刊された。2019年10月は「魔女の旅々」と「スライム倒して300年、知らないうちにレベルMAXになってました」がGAノベルとして初のアニメ化が発表された。なお2020年現在、レーベルのおよそ半数が進行諸島作品で占められており、毎月なんらかの作品が発売されている。
当初はラブコメや日常系をメインに送り出してきたが、GAノベルが発足したあたりから、「小説家になろう」で掲載された異世界ファンタジー系の作品が急速に増加していった。

## 映像化作品

### アニメ化
| 作品                                                                                | 放送年          | アニメーション制作      | 備考                                              |
| ----------------------------------------------------------------------------------- | --------------- | ----------------------- | ------------------------------------------------- |
| 神曲奏界ポリフォニカ                                                                | 2007年 (第1 期) | 銀画屋                  |                                                   |
| 神曲奏界ポリフォニカ                                                                | 2009年 (第2 期) | ディオメディア          |                                                   |
| 這いよれ! ニャル子さん                                                              | 2012年（第1期） | XEBEC                   | OVAあり また、TVアニメ化より前にFLASHアニメ化あり |
| 這いよれ! ニャル子さん                                                              | 2013年（第2期） | XEBEC                   | OVAあり また、TVアニメ化より前にFLASHアニメ化あり |
| 織田信奈の野望                                                                      | 2012年          | Studio五組 マッドハウス |                                                   |
| 俺の彼女と幼なじみが修羅場すぎる                                                    | 2013年          | A-1 Pictures            |                                                   |
| のうりん                                                                            | 2014年          | SILVER LINK.            |                                                   |
| 異能バトルは日常系のなかで                                                          | 2014年          | TRIGGER                 |                                                   |
| 聖剣使いの禁呪詠唱                                                                  | 2015年          | ディオメディア          |                                                   |
| ダンジョンに出会いを求めるのは間違っているだろうか（アニメ）                        | 2015年（第1期） | J.C.STAFF               | スピンオフ、映画、OVAあり                         |
| ダンジョンに出会いを求めるのは間違っているだろうか（アニメ）                        | 2019年（第2期） | J.C.STAFF               | スピンオフ、映画、OVAあり                         |
| ダンジョンに出会いを求めるのは間違っているだろうか（アニメ）                        | 2020年（第3期） | J.C.STAFF               | スピンオフ、映画、OVAあり                         |
| ダンジョンに出会いを求めるのは間違っているだろうか（アニメ）                        | 2022年（第4期） | J.C.STAFF               | スピンオフ、映画、OVAあり                         |
| ダンジョンに出会いを求めるのは間違っているだろうか（アニメ）                        | 2024年（第5期） | J.C.STAFF               | スピンオフ、映画、OVAあり                         |
| 落第騎士の英雄譚                                                                    | 2015年          | SILVER LINK. Nexus      |                                                   |
| 最弱無敗の神装機竜                                                                  | 2016年          | Lerche                  |                                                   |
| ハンドレッド                                                                        | 2016年          | プロダクションアイムズ  |                                                   |
| ダンジョンに出会いを求めるのは間違っているだろうか外伝 ソード・オラトリア（アニメ） | 2017年          | J.C.STAFF               | スピンオフ小説原作                                |
| りゅうおうのおしごと!                                                               | 2018年          | project No.9            |                                                   |
| ゴブリンスレイヤー                                                                  | 2018年（第1期） | WHITE FOX               | OVAあり                                           |
| ゴブリンスレイヤー                                                                  | 2023年（第2期） | ライデンフィルム        | OVAあり                                           |
| 超人高校生たちは異世界でも余裕で生き抜くようです!                                   | 2019年          | project No.9            |                                                   |
| たとえばラストダンジョン前の村の少年が序盤の街で暮らすような物語                    | 2021年          | ライデンフィルム        |                                                   |
| 天才王子の赤字国家再生術〜そうだ、売国しよう〜                                      | 2022年          | 横浜アニメーションラボ  |                                                   |
| 処刑少女の生きる道                                                                  | 2022年          | J.C.STAFF               |                                                   |
| お隣の天使様にいつの間にか駄目人間にされていた件                                    | 2023年（第1期） | project No.9            |                                                   |
| お隣の天使様にいつの間にか駄目人間にされていた件                                    | 2026年（第2期） | project No.9            |                                                   |
| ひきこまり吸血姫の悶々                                                              | 2023年          | project No.9            |                                                   |
| 友達の妹が俺にだけウザい                                                            | 2025年          | BLADE                   |                                                   |

### テレビドラマ化
| 作品       | 放送年 | 制作             | 備考 |
| ---------- | ------ | ---------------- | ---- |
| メイド刑事 | 2009年 | テレビ朝日、東映 |      |

### 実写映画化
| 作品                       | 公開年 | 監督     | 配給         | 備考 |
| -------------------------- | ------ | -------- | ------------ | ---- |
| ライトノベルの楽しい書き方 | 2010年 | 大森研一 | アートポート |      |

## ムック・雑誌

### GAマガジン
2008年8月に発刊したムック。不定期刊。
- Vol.1 2008年8月9日発売
付録：「神曲奏界ポリフォニカ」コーティカルテ抱き枕カバー・「おと×まほ」イメージソングCD
- Vol.2 2009年5月21日発売
付録：「神曲奏界ポリフォニカ」&「CARNELIAN」特製ポスター
- Vol.3 2009年12月19日発売
付録：「神曲奏界ポリフォニカ」コーティカルテ抱き枕カバー へそ出し・「神曲奏界ポリフォニカ まぁぶる」
「這いよる!ニャルアニ」新作DVD
- Vol.4 2010年8月10日発売
付録：「神曲奏界ポリフォニカ」コーティカルテ抱き枕カバー 下着姿・第2回GA文庫大賞受賞作アンソロジー「ふれっしゅ!!」
「這いよれ！ ニャル子さん」飛び出す3Dうちわ

### GAマガジンクリエイターズ
GA文庫のイラストを纏めたムック。不定期刊。
- Vol.1 2010年3月24日発売
付録：「神曲奏世界ポリフォニカ」コーティカルテ抱き枕カバー
- Vol.2 2011年4月6日発売
付録：「神曲奏世界ポリフォニカ」コーティカルテ抱き枕カバー(イラスト:赤りんご)

### GA文庫マガジン
2012年1月12日から配信されている電子書籍である月刊誌だったが、2014年4月10日号から月2回刊になった（毎月第2･4木曜日更新）。2015年12月24日号にて一区切りしたらしく、以降は配信されていない。全65冊。

## Web番組
特筆がなければ、提供はGA文庫である。

### GA文庫公式チャンネル

#### 大坪由佳のツボンジュ～ル☆
2012年10月15日より配信開始されたWeb番組。放送時間は40分以上。2015年12月26日にかけてほぼ月1回（第21回から第30回までは月2回）定期放送された。終了後も特番という形で2017年まで年1回復活した。GA文庫の作品の宣伝や、お便り紹介、ゲストを呼んで遊ぶ様子などを放送する番組。

#### ガンガンGAちゃんねる
2014年4月3日より配信開始されたWeb番組。放送時間は約50分。パーソナリティは当初は固定されていたが、開始1年を機に新たなメンバーとの交代制になった。
2019年10月19日には「ガンガンGAちゃんねるスペシャル GA FES!」と題した大型生放送が実施された。

#### 大森日雅のおやすみマーメイド
2014年8月15日より配信開始されたWeb番組。GA文庫「提供」ではなく「協力」の番組で、本放送はListenRadio 「メゾン・ド・イーコエ〜もしも声優がいっぱいいるマンションがあったら〜」チャンネルで放送されたラジオ番組であるが、その各回の放送前に、3分未満の（第58、59回を除く）コメントメッセージ動画がGA文庫公式チャンネルにて放送されていた。後に本放送が超!A&G+に移動するが、このコメントメッセージ動画は継続されていない。

#### ちゃんゆいとちゃんりなのちゃんラジ!!
2020年7月31日より配信開始されたWebラジオ番組。毎月最終金曜日21時よりGA文庫YouTubeチャンネル、マンガUP!、ニコニコベルガモTALKSにて配信。配信時間は約40分。パーソナリティは小倉唯と日高里菜。当初は2020年4月からの開始を予定していたが新型コロナウイルス感染症蔓延のため7月にずれ込む。7月31日初回配信を第0回プレ放送とし、「小倉 唯&日高里菜 新ラジオ（仮）」の仮タイトルの番組名も現在のものに正式決定。翌月8月28日配信から第1回配信とした。なおGA文庫YouTubeチャンネル、マンガUP!での配信は第12回配信（2021年7月30日配信）を以ってを終了し、以後、第27回配信（2022年10月28日配信）までニコニコベルガモTALKSおよびYouTubeベルガモチャンネルで番組が配信された。

## イベント
- 2015年5月10日に、レーベル設立10周年記念として横浜市の神奈川県民ホールで「GA文庫10周年アニバーサリーフェスタ!」が開催された。秋葉原で行われるKADOKAWA系のイベントと異なり有料で、昼と夜の2部構成だった。
- 2016年3月6日は、舞浜アンフィシアターにてガンガンGA FES.が開催。スクエニと合同企画のため、GA文庫とは関係ないが当時テレビアニメが放送されていた『dimension W』も出展した。
- 2015年冬までは不定期ながらコミックマーケットに出展していた（2015年は「落第騎士の英雄譚」×「最弱無敗の神装機竜」として）。